# IK Investment Partners
IK Investment Partners (tidigare Industri Kapital) (”IK”) är ett europeiskt riskkapitalbolag som förvaltar cirka 5,7 miljarder euro i kapital, inklusive 1,7 miljarder euro i den senaste fonden IK2007. Grundare är Björn Savén.
Sedan 1989 har IK förvärvat 68 europeiska bolag. Den nuvarande portföljen omfattar 20 bolag med en sammanlagd omsättning på nära 7 miljarder euro. IK investerar framförallt i medelstora bolag med starkt kassaflöde och potential till vinstförbättringar som är verksamma inom mogna industrier med väsentlig underliggande tillväxt. Bland nuvarande och tidigare innehav finns bolag som Actic, Alfa Laval, Intrum Justitia (1998–2005), Ellos och Hemglass.

## Samarbete med högskolor och universitet
Företaget är en av de främsta medlemmarna, benämnda Senior Partners, i Handelshögskolan i Stockholms partnerprogram för företag som bidrar finansiellt till Handelshögskolan i Stockholm och nära samarbetar med den vad gäller utbildning och forskning.